# Antonio Caccianino
Antonio Caccianino (Milano, 18 luglio 1764 – Milano, 20 febbraio 1838) è stato un matematico e ingegnere italiano.

## Biografia
Allievo del celebre matematico Paolo Frisi (1728-1784), nel 1796 venne eletto, insieme al Parini, al Verri e ad altri dotti, per l'ordinamento della Municipalità di Milano. Fu capo battaglione del corpo degli ingegneri militari istituito dalla Repubblica Cisalpina, e quindi capo della direzione generale del genio militare in Lombardia. Fece parte dell'accademia militare Cisalpina e fu amico del Volta, del Parini, del Monti, dell'Isimbardi, dell'Appiani, del Bossi, del Mascheroni e di moltissimi altri.
Fu socio dal 1808 dell'Accademia di Scienza Lettere ed Arti di Modena e dal 1812 dell'Istituto Lombardo di Scienze e Lettere. Fu anche scrittore della Scuola di Artiglieria a Modena.
Morì a Milano dove fu sepolto nel cimitero di San Gregorio fuori da Porta Venezia, non più esistente.

## Opere
- Esposizione de principj da cui il Signor Prof. Cav. Ruffini deriva la sua dimostrazione sull'impossibilità della soluzione algebrica delle equazioni superiori al quarto grado, Milano, 1819
- Sulla impossibilità di risolvere le equazioni generali algebriche superiori al quarto grado, Bologna
- Meditazioni sul calcolo differenziale, Milano, 1833
- Esposizione di un principio puramente geometrico del calcolo differenziale,  Milano, V. Ferrano, 1825
- Considerazioni analitiche sulle leggi di variabilità generatrici del principio de massimi e minimi relativi, 1833